# 立石優
立石 優（たていし ゆう、1935年 - ）は日本の歴史小説作家、ノンフィクション作家。中国・大連市生まれ。明治大学文学部文学科卒業。

## 略歴
広告代理店勤務、お茶の製造販売会社役員を経て専業作家となる。史実に忠実な歴史小説を手掛ける。また歴史ノンフィクションも執筆している。

## 作品リスト
- 河井継之助を支えた男 長岡藩勘定頭村松忠治右衛門（1994年12月、恒文社）
- 学校物語 雪国・小千谷に生まれた日本最初の小学校（1995年4月、恒文社）
- ただ踏み込めよ先は極楽 実録大石神影流剣の極意（1996年1月、恒文社）
- 家康とウィリアム・アダムス（1996年8月、恒文社）
- 徳川慶喜と勝海舟（1997年1月、学陽書房）
- 衝動暴力（1998年5月、学陽書房）
- 忠臣蔵99の謎（1998年9月、PHP文庫）
- 堀部安兵衛の忠臣蔵（1998年11月、学陽書房 「堀部安兵衛」廣済堂文庫）
- 鈴木貫太郎 昭和天皇から最も信頼された海軍大将（2000年3月、PHP文庫）
- 范蠡 越王勾践の名参謀（2000年8月、PHP文庫、2003年6月、「金儲けの真髄范蠡16条 越王勾践の軍師から豪商へ」に改題,祥伝社黄金文庫）
- 諸葛孔明（2001年3月、幻冬舎文庫） ISBN 4-344-40084-4
- クビライ・カーン 元帝国の英傑（2001年9月、学研M文庫）
- 「新選組」がゆく（2003年10月、ベストセラーズワニ文庫）
- 世界史を彩る大恋愛 大雑学10（2005年6月、毎日新聞社） ISBN 4-620-72100-X
- いい茶坊主悪い茶坊主 強い組織とは何か（2007年1月、祥伝社新書）
- 武田勝頼 宿命と闘い続けた若き勇将（2007年9月、PHP文庫）
- ほう統 孔明と並び称された蜀の大軍師（2008年1月、PHP文庫）
- 直江兼続82の謎 家康に喧嘩を売った男（2008年12月、幻冬舎）
- 奇跡の駆逐艦「雪風」 太平洋戦争を戦い抜いた不沈の航跡 （2009年8月、PHP文庫）
- 岩崎弥太郎 国家の有事に際して、私利を顧みず （2009年11月、PHP文庫）
- 日本語の絶滅危惧種 明治書院 2010.3 (学びやぶっく
- 明治人物伝 日本が世界に名乗りを上げる時 明治書院 2010.9 (学びやぶっく)
- 戦国三姉妹の栄華と悲惨 茶々・お初・お江 明治書院 2010.11 (学びやぶっく)
- 徳川秀忠と妻お江 江戸三百年の礎を築いた夫婦の物語 2011.1 (PHP文庫)
- 古城と名城 その歴史秘話 明治書院 2011.5 (学びやぶっく)
- 悩んだときに読みたい日本人の名言  明治書院 2011.7
- 久坂玄瑞 高杉晋作と並び称された松下村塾の俊英 2015.1（PHP文庫）